# Nơi thờ phụng

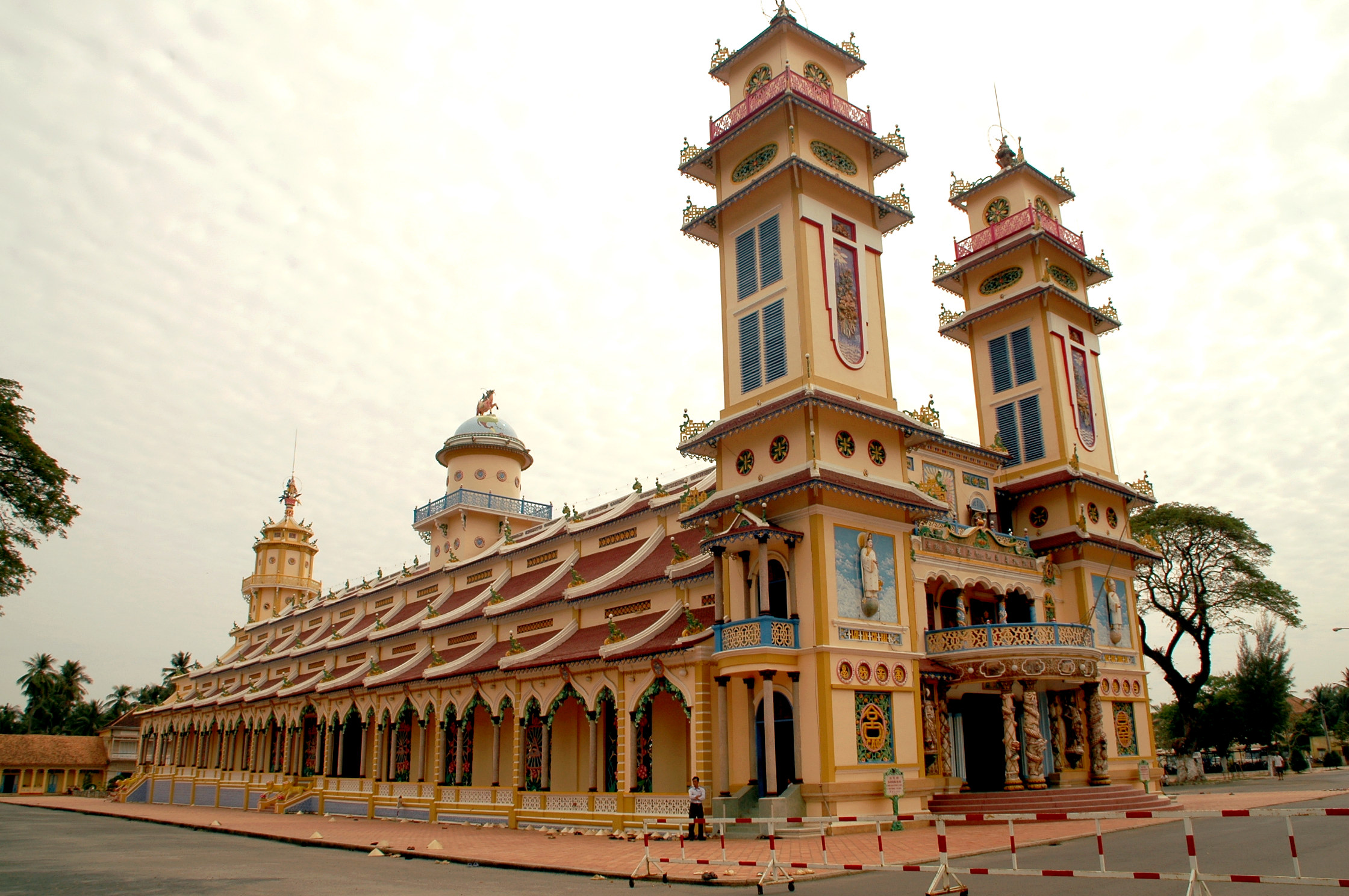
Nơi thờ tự của đạo Cao Đài - Việt Nam

Địa điểm thờ phụng hay nơi thờ phụng hay nơi thờ tự là nơi công trình, địa điểm hoặc không gian, nơi một nhóm người (một nhóm người hoặc một giáo đoàn hoặc nhóm tín đồ, giáo dân) đến để thực hiện các hoạt động, nghi thức tôn giáo (cầu nguyện, tôn kính, ca tụng...) hoặc tín ngưỡng (cúng tế, thờ phụng...) và được xem là một nơi linh thiêng. Các dạng và chức năng của các công trình thờ phụng, cúng tế đã được phát triển và biến chuyển trong một thời gian dài theo sự thay đổi trong tôn giáo và kiểu kiến trúc theo từng giai đoạn lịch sử cũng như quá trình tách nhập các tôn giáo hoặc phát triển tôn giáo mới.
Nơi thờ phụng của những tôn giáo khác nhau thường có những tên gọi riêng. Thí dụ chùa là tên dành cho nơi thờ của Phật giáo, đền thường chỉ nơi thờ thần hoặc danh nhân đã quá cố, phủ là nơi thờ các vị chúa trong Đạo Mẫu, nhà thờ hay thánh đường chỉ nơi thờ phụng của một số tôn giáo như Kitô giáo, Hồi giáo; thánh thất dùng cho đạo Cao Đài; miếu, đình cho tín ngưỡng dân gian Việt Nam hoặc các địa điểm được coi như nơi linh thiên khác.

## Tên các công trình
Mỗi tôn giáo sẽ có các gọi khác nhau cho nơi thờ phụng của mình:

### Đạo Bahá'í
- Đền thờ Bahá'í

### Phật giáo
- Chùa (thường dùng cho Phật giáo Đại thừa như ở các quốc gia Việt Nam, Nhật Bản, Trung Quốc, Hàn Quốc)
- Wat (thường dùng cho Phật giáo Tiểu thừa như ở các quốc gia Thái Lan, Lào, Campuchia)
- Tu viện (Phật giáo)
- Stupa
- Thiền viện
- Đạo tràng
- Tịnh xá

### Kitô giáo

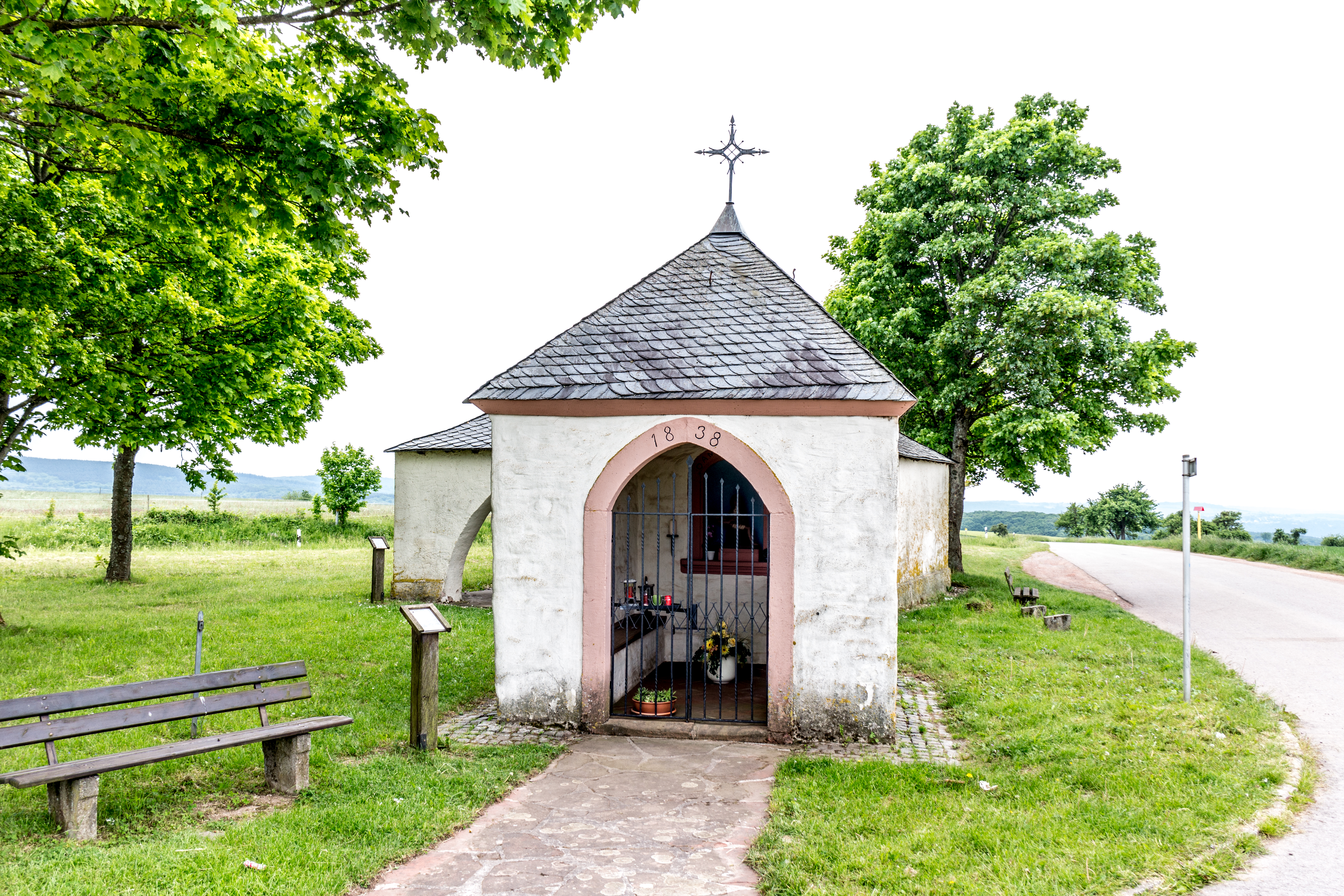
Một nơi thờ tự của đạo Cơ Đốc

- Nhà thờ Kitô giáo
  - Nhà thờ chính tòa
  - Vương cung thánh đường
  - Nhà nguyện

Liên quan:
- Tu viện (Kitô giáo)
- Chủng viện

### Hồi giáo
- Thánh đường Hồi giáo

### Cao Đài
- Thánh thất
- Điện thờ Phật Mẫu

### Lão giáo
- Đạo quán
- Miếu

### Nho giáo
- Đền thờ

### Đạo Mẫu
- Phủ
- Đền
- Điện thờ

### Khác
Các nơi thờ phượng của các tôn giáo, tín ngưỡng khác là:
- Derasar: Kì-na giáo.
- Đền thờ lửa: Bái hỏa giáo.
- Gurdwara: Tích khắc giáo.
- Jinja: Thần đạo.
- Phòng Nước Trời (Kingdom Hall): Nhân chứng Jehovah
- Mandir (còn được gọi là mandir trong tiếng Hindi; koyil trong tiếng Tamil; gudi,devalayam,kovela trong tiếng Telugu): Đạo Hindu.
- Pathi: đạo Ayyavazhi.
- Đền La Mã: Tôn giáo La Mã.
  - Templum cho thần bản xứ
  - Fanum cho thần nước ngoài
- Hội đường: Do Thái giáo.
- Đền Hy Lạp: Tôn giáo Hy Lạp
- Hof: Đa Thần giáo Bắc Âu.
- Nhà thờ họ
- Chùa
- Đình
- Miếu, Miễu: Những nơi thờ cúng trong tín ngưỡng dân gian.
- Đàn: là các dàn tế để cúng trời đất của vua chúa, như đàn Xã Tắc.
- Điện thờ
- Tự viện (Tu viện)